# Gesellschafterversammlung
Die Gesellschafterversammlung einer Gesellschaft wird regelmäßig durch ihre gesamten Gesellschafter gebildet. In ihr kann jeder Gesellschafter durch Wortbeiträge und Ausübung seines Stimmrechts Einfluss auf die Entscheidungen der Gesellschaft nehmen.

## Auftreten und Bedeutung
Alle in Deutschland vorhandenen Gesellschaftsformen kennen das Organ der Gesellschafterversammlung (etwa bei der GmbH, KG, GmbH & Co. KG, OHG oder der Gesellschaft bürgerlichen Rechts). In der Aktiengesellschaft wird die Gesellschafterversammlung vom Gesetz Hauptversammlung genannt. Je nach Rechtsform ist die Gesellschafterversammlung verschiedenen Regeln unterworfen. Gesetzliche Regelungen zur Gesellschafter- und Hauptversammlung finden sich bei den Kapitalgesellschaften (GmbH und AG). Indessen sieht das Gesetz bei Personenhandelsgesellschaften grundsätzlich keine Regelungen zu Gesellschafterversammlungen vor. Die Gesellschafter können verbindliche Verfahrensregelungen zu Gesellschafterversammlungen in Gesellschaftsverträgen festlegen.

## Willensbildung
Die Willensbildung der Gesellschaft erfolgt grundsätzlich durch Beschlüsse, die u. a. in der Gesellschafterversammlung gefasst werden. Dabei ist je nach Gesellschaftsform und Gesellschaftsvertrag unterschiedlich, ob die Abstimmung nach Köpfen oder nach der Höhe der Beteiligung am Gesellschaftskapital erfolgt. In Deutschland kann gegen Beschlüsse einer Gesellschafterversammlung, die rechtsfehlerhaft sind, mit der Anfechtungsklage nach § 243 ff. AktG, Nichtigkeitsklage oder Feststellungsklage vorgegangen werden. 